# Vellesa

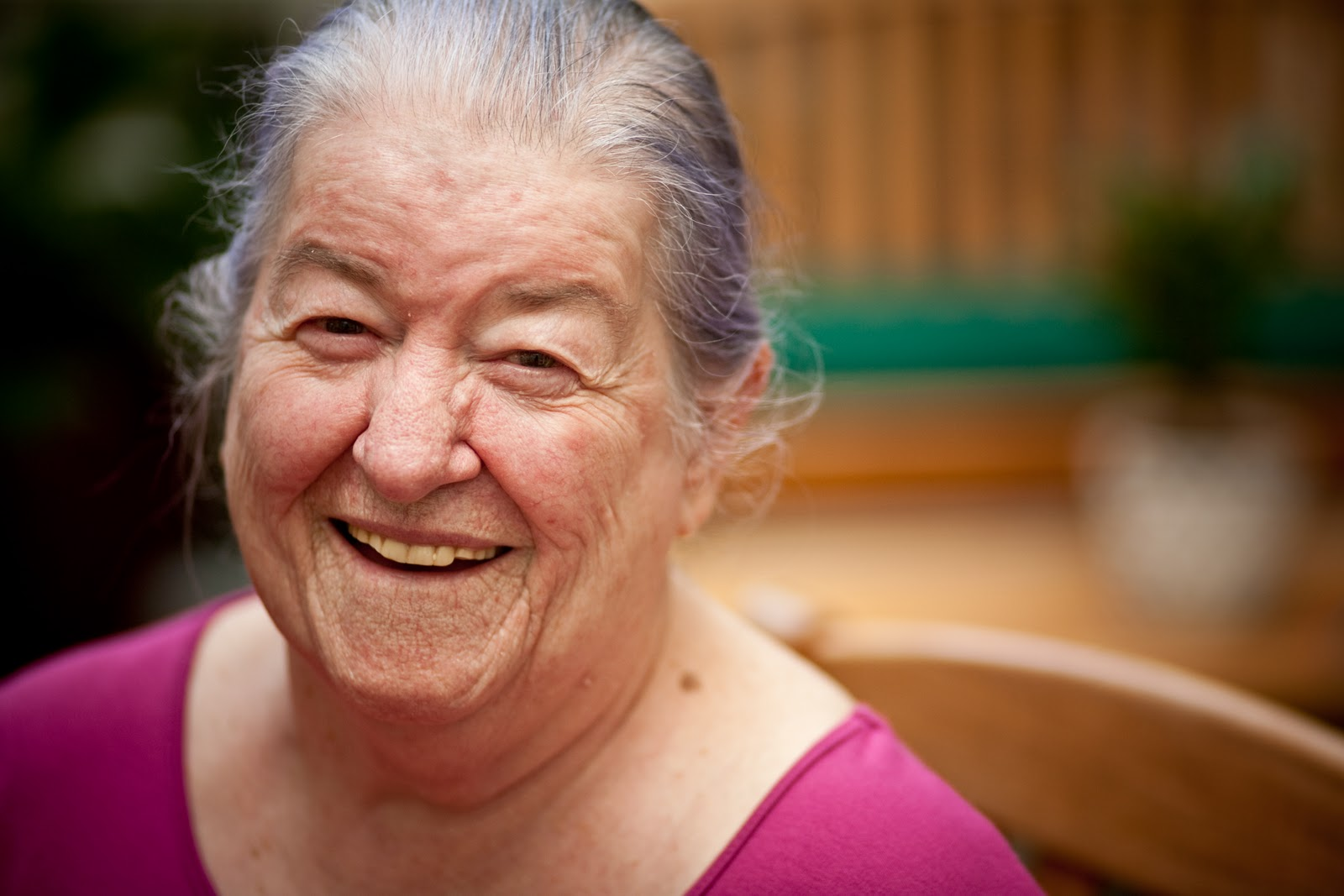
Vellesa

La vellesa o vellea és l'edat última de l'ésser humà, que succeeix a l'edat madura, anomenada també per eufemisme «tercera edat» (de vegades es dona el nom de quarta edat al moment en què s'esdevé dependent, que corresponia en la dècada del 1990 al moment en què algú es beneficiava de l'ajut físic dels seus infants recentment retirats). La vellesa ha estat algun cop associada amb l'entrada en la seixantena, si no abans. És quan atenyia aquesta edat que Ciceró escrigué el seu tractat sobre la vellesa, el Cato Maior de Senectute. Actualment es troba, per utilitzar el vell lema de la revista Tintin (actualment desapareguda) "en 77 anys". Al segle xvii, es qualificava les persones que tenien entre 60 i 70 anys com a vells. Si bé és cert que realment no existeix una edat biològica per a la vellesa, la mirada social dedica una mica més de temps a seguir l'evolució de la salut pública. En les societats occidentals contemporànies, expressions com ara sènior o persona gran reemplacen, emperò, el mot vell, que s'utilitzaria per a etapes ulteriors de la vida. Tanmateix, Gérard Depardieu, en una entrevista en el diari Le Monde, deia que no podia imaginar que es pugui ser feliç i vell.
Una primera etapa comença al voltant de l'edat de seixanta-cinc anys, quan la majoria de la gent han pogut deixar la vida activa (amb la jubilació o pensió). Aquestes persones poden tenir moltes activitats, certament, però aquestes s'exerceixen tot sovint per a l'oci o el voluntariat, i d'una manera més espaiada que evita, finalment, la rutina diària dels transports.
L'estudi de la vellesa i l'envelliment és la gerontologia (terme format sobre la paraula grega geron, gerontos 'vell'). La medicina de la vellesa és la geriatria. Els esforços s'enfoquen més aviat a prevenir un major deteriorament de l'edat per un estil de vida saludable que no pas al tractament de les alteracions un cop aquestes es fan paleses.

## Signes

### Signes físics

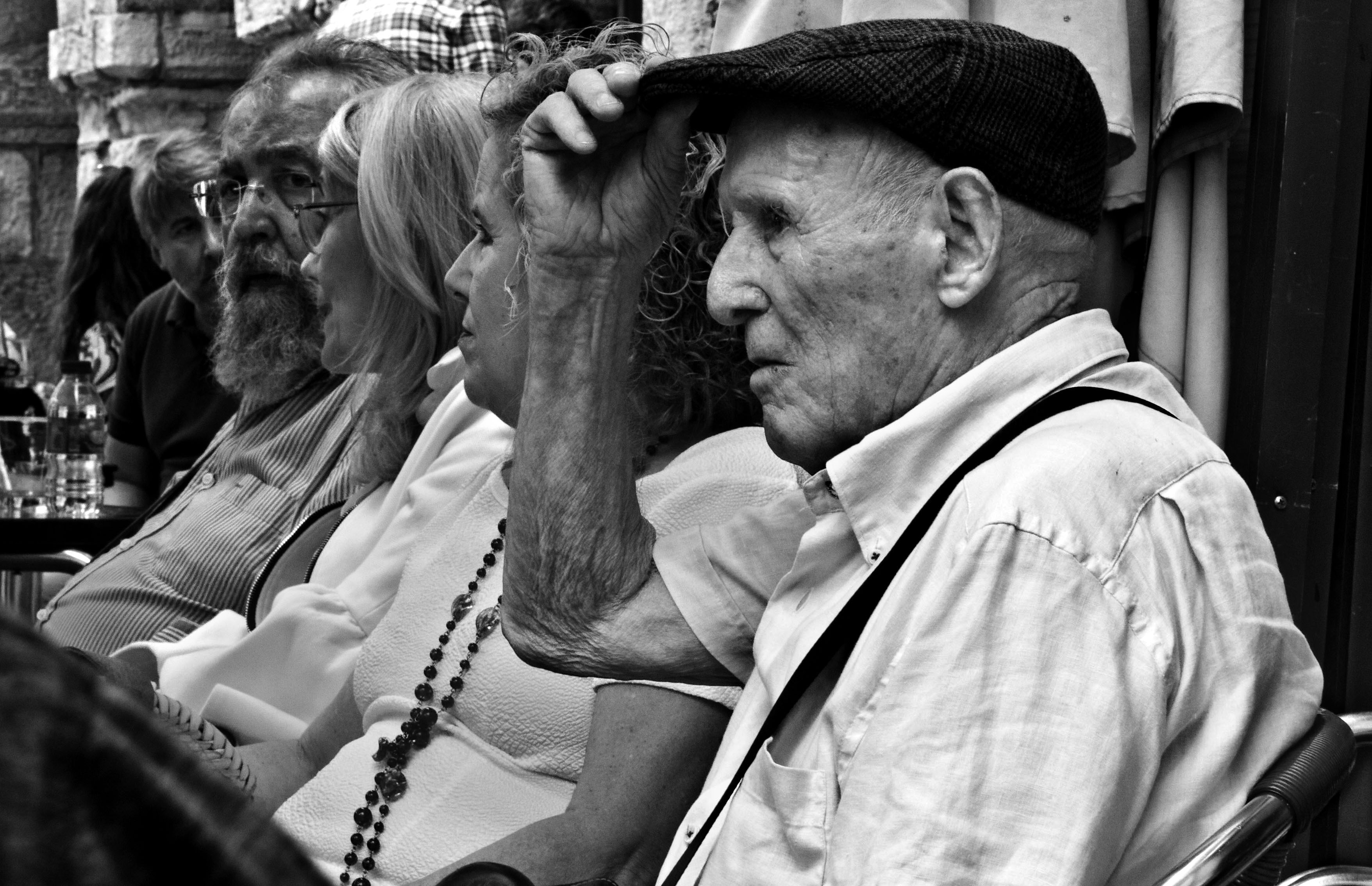
Persona gran a Avilés

Ho trobarem generalment, en una persona gran, arrugues, cabells blancs i pèrdua de cabells (la qual pot causar -sovint en l'home- una alopècia completa o incompleta, ja que alguns d'aquests altres símptomes poden començar entre els 30 i els 60 anys.
Després dels 75 anys, es tendeixen a desenvolupar signes de debilitat física i trastorns fisiològics (l'envelliment que no afecta el sistemes immunològics i hematològic, s'anomena homeoestenosi). Entre aquestes dues edats solen aparèixer artritis, artrosi i reumatismes, que fan perdre la manera pròpia de caminar i els gestos, i també fan la vida menys còmoda.
El rendiment de la memòria també es veu afectat gradualment. Les investigacions se'n centren en la deficiència de la proteïna RbAp48 que apareix amb l'edat.

### Signes socials
La vellesa no respon avui principalment a injuncions socials i mediàtiques.
La dependència o la pèrdua d'autonomia de la persona de la quarta edat és la mesura principal de l'estat de vellesa. Un sociòleg com Serge Guérin proposa el terme de sènior fragilitat (SeFra) per expressar que la fragilitat pot ser física, mental o moral, però també econòmica.
La fragilitat mental inclou la "síndrome de desinversió" (negativa a moure's, menjar i beure, aïllament social...) que pot donar lloc en els últims mesos de la vida de la gent gran a la "falta de desenvolupament" (deteriorament global de les funcions intel·lectuals més sovint a causa d'una malaltia o accident).

### Malaltia d'Alzheimer
La fragilitat mental comprèn també la malaltia d'Alzheimer. Quan una persona gran comença a patir d'Alzheimer, la zona temporal en què es projecta esdevé més centrada en el present, i esdevé principalment preocupada per la seva seguretat i la seva supervivència. Un cop es va dir, maldestrament, que "requeia en la infància." La part de veritat d'aquesta formulació és que més que mai des de la infància hi ha una necessitat d'afecte i confiança. Quan ja no pugui realitzar determinades activitats de la vida diària, no hi ha res més reconfortant que la presència dels éssers estimats, encara que la persona malalta no sembla reconèixer la seva família.
Les persones que pateixen d'Alzheimer comencen a acostumar-se al seu entorn, que ells anomenen "casa seva" i temen fortament la idea d'allunyar-se'n. Quan hi ha una mudança, la preservació dels mobles de la família els dona seguretat, però estan desorientades força temps. En els casos més greus, aquestes persones comencen a confondre les coses, per exemple, no saben si han vist recentment persones o fotos d'elles. Un avantatge de la situació és que se senten segurs si estan envoltats d'imatges o objectes familiars. Per a casos més greus, en l'actualitat hi ha catifes que llancen un senyal d'ajut tan aviat com la persona gran es lleva del llit o s'aixeca de la seva cadira, i s'evita així la contenció.
Cal ajudar els malalts en alguns hàbits, com per exemple a l'hora dels àpats, amb un acompanyament per part d'un assistent o una crida a l'ajut mitjançant un rellotge.
A mesura que la malaltia avança, la consciència de la utilitat de les coses es perd gradualment (retirada de les pròtesis, no portar roba, per exemple). El pacient pot rebutjar l'ajut d'un assistent perquè no entén el significat de la seva acció.